# Conostegia apiculata
Conostegia apiculata är en tvåhjärtbladig växtart som beskrevs av John Julius Wurdack. Conostegia apiculata ingår i släktet Conostegia och familjen Melastomataceae.
Artens utbredningsområde är Colombia. Inga underarter finns listade i Catalogue of Life.